# Kirchhoffovi zakoni o struji i naponu
Kirchhoffovi zakoni sadržani su u dvije matematičke jednakosti koje razmatraju očuvanje električnog naboja i energije u električnim krugovima, a prvi ih je formulirao Gustav Kirchhoff 1845. godine.
Kirchhoffovi zakoni temeljni su zakoni električnih krugova i mreža na temelju kojih se izvode izračuni istosmjernih i izmjeničnih električnih mreža i krugova u svim područjima elektrotehnike.

## Kirchhoffov zakon o električnoj struji
Kirchhoffov zakon električnih struja ili I Kirchhoffov zakon na temelju principa konzervacije električnog naboja uvjetuje:
U svakom čvoru električne mreže zbroj električnih struja koje ulaze u čvor jednak je zbroju struja koje izlaze iz čvora, odn.:
{\displaystyle \sum _{k=1}^{n}I_{k}=0,}
Prvi Kirchhoffov zakon vrijedi i za izmjenične električne struje i mreže:
{\displaystyle \sum _{k=1}^{n}{\tilde {I}}_{k}=0}

## Kirchhoffov zakon o električnom naponu
Kirchhoffov zakon električnih napona ili II Kirchhoffov zakon ustanovljava:
Zbroj padova napona u zatvorenom strujnom krugu ili konturi jednak je ukupnom naponu izvora;U=UR1+UR2+…URn,ili algebarski zbroj padova napona u zatvorenom strujnom krugu ili konturi jednak je nuli;U-UR1-UR2-…URn=0 odn.:
{\displaystyle \sum _{k=1}^{n}V_{k}=0,}
Drugi Kirchhoffov zakon vrijedi i za izmjenične električne napone i mreže:
{\displaystyle \sum _{k=1}^{n}{\tilde {V}}_{k}=0}